# Капалика

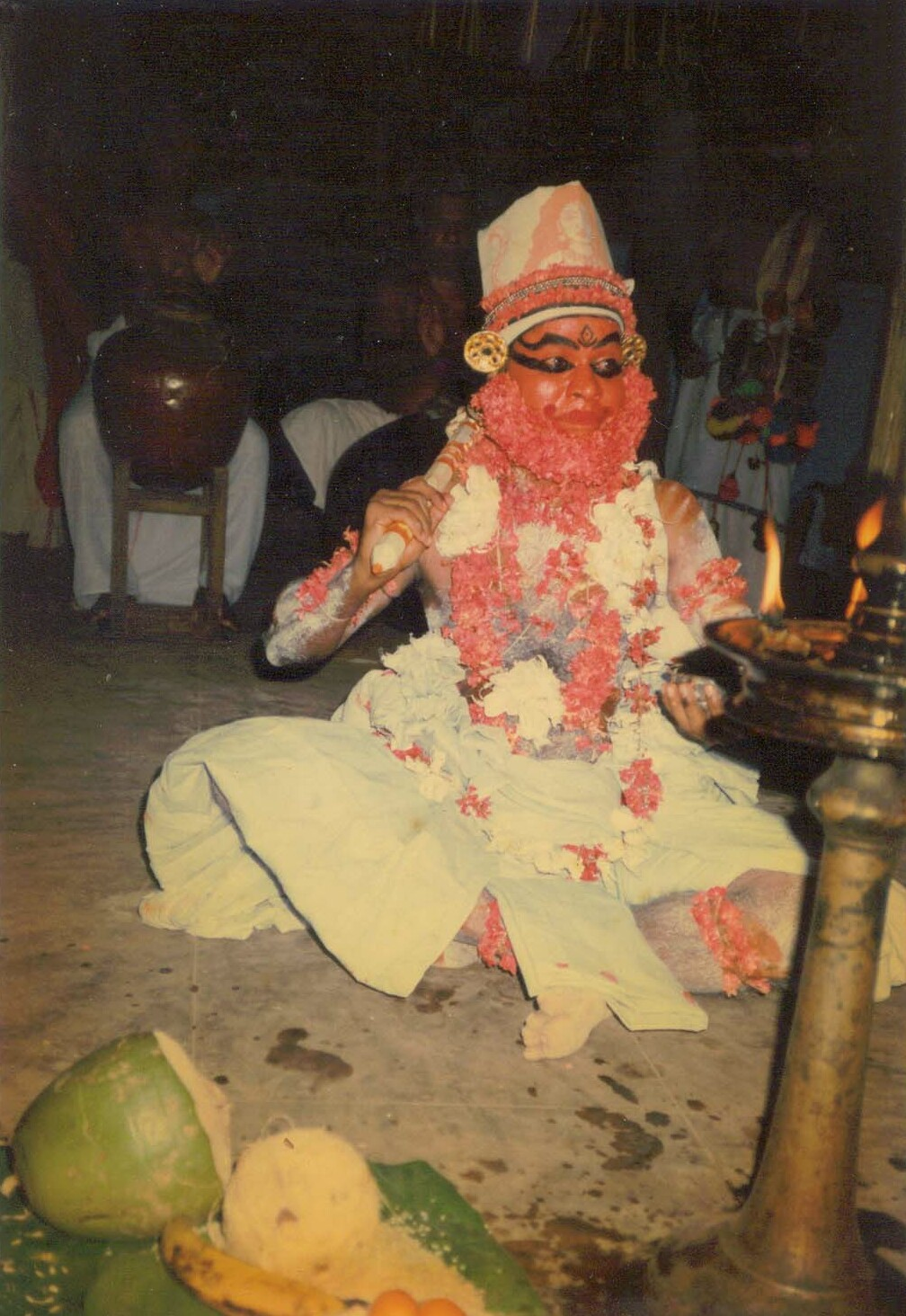
«Капалик, исполняющий ритуал», постановка в театре в исполнении актера Mani Damodara Chakyar.

Капали́ка (капалики; санскр. कापालिक, IAST: kāpālika, — «носящие череп», IAST: kapālikêva) — древняя тантрическая шиваистская секта в индуизме. Современные исследователи относят секту к течению пашупатизма. Представители этой секты называются капаликами и являются в основном отшельниками либо странствующими монахами-аскетами. Другое название этой секты, приносившей некогда человеческие жертвы — карари или керари.
Секта капаликов существует и по сей день и широко распространена в Индии и Непале. 
Капалики относятся к садху (бродячим святым людям Индии) и почитаются в обществе.

## Атрибуты
Как правило, капалики живут в местах сожжения трупов (санскр. - шмашанах) и поклоняются Шиве в его наиболее грозных обличьях: 
Капалешвары («Владыки черепа»), 
Бхайравы (бога шмашанов), 
Махакалы («великого разрушителя» или "Великого Времени") и 
Капалабхрита  («носящего череп»).
Эпитет "Капалешвара" Шива заслужил, отрубив пятую голову Брахмы, которая после этого приросла к его (Шивы) руке. Чтобы искупить своё преступление и избавиться от черепа, ему пришлось совершать жестокие аскетические практики и длительное путешествие.
Капалики, подражая своему Богу, совершают обряды искупления, хотя они и не виновны в убийстве.
Капалики совершали ритуалы, так или иначе связанные со смертью, кладбищами, мёртвыми телами, кровью, иногда нечистотами, сексуальными практиками. Нередко именно они занимались ритуальной подготовкой тела к кремации. Чашей (она имела ритуальный характер) для принятия подношений у капаликов служила капала, верхняя часть человеческого черепа, использовалась и другая атрибутика, связанная со смертью (чётки из человеческих костей, череп брахмана на посохе, жизнь на кладбищах и др.).
Капалики практиковали принесение человеческих жертв до середины девятнадцатого века.